# Museumsinspektør
En museumsinspektør er medarbejder på et museum, der beskæftiger sig med indsamling, forskning og formidling samt eventuelt ledelsesopgaver.
I Danmark findes museumsinspektører fastansat på over 100 statsanerkendte museer.
Den gennemsnitlige månedsløn for nyuddannede er omkring 29.000 kroner for statsansatte museumsinspektører per 2014.
Der er ingen egentlig uddannelse til museumsinspektør i Danmark, men museumsinspektører er sædvanligvis universitetsuddannede i fag som til eksempel historie, kunsthistorie eller klassisk arkæologi og interesseorganisationen Organisationen Danske Museer arrangerer efteruddannelseskurser.